# Copa de las Naciones de la OFC 2008
La Copa de las Naciones de la OFC 2008 fue la octava edición del máximo torneo a nivel de selecciones de Oceanía. Como en el campeonato de 1996, no fue disputada en una sede fija, y tuvo lugar en dos años distintos, al comenzar el 17 de octubre de 2007 y finalizar el 19 de septiembre de 2008.
Participaron cuatro selecciones que se enfrentaron en un sistema de todos contra todos a ida y vuelta, lo que causó que fuera el primer certamen oceánico en no contar con una final. El torneo en su totalidad sirvió como segunda y última fase de las eliminatorias oceánicas para Sudáfrica 2010. Nueva Zelanda, que obtuvo casi el doble de puntos que su escolta, Nueva Caledonia, obtuvo su cuarto título, la clasificación para la Copa FIFA Confederaciones 2009 y el repechaje frente a un seleccionado asiático por un lugar en el Mundial. Por detrás quedaron Fiyi y Vanuatu.

## Equipos participantes
Como proceso clasificatorio se utilizó la edición 2007 de los Juegos del Pacífico Sur, disputados en Apia, Samoa. Participaron diez equipos, con la particularidad de que Tuvalu, que no era miembro de la FIFA, no podía clasificar al certamen al tratarse de una de las fases de las eliminatorias de Oceanía al Mundial de 2010. El elenco tuvaluano participó en reemplazo de Papúa Nueva Guinea, que se retiró del torneo. Los tres seleccionados que se quedaron con las medallas ocuparon las tres plazas disponibles: Nueva Caledonia, que obtuvo el oro; Fiyi, que se quedó con la de plata; y Vanuatu, que derrotó a las Islas Salomón en el encuentro por la medalla de bronce. A estos tres conjuntos se les sumó Nueva Zelanda, clasificada automáticamente.
| Equipos participantes | Equipos participantes | Equipos participantes | Equipos participantes |
| --------------------- | --------------------- | --------------------- | --------------------- |
| Fiyi                  | Nueva Caledonia       | Nueva Zelanda         | Vanuatu               |

## Clasificación
| Pos. | Equipo          | Pts. | PJ | G | E | P | GF | GC | Dif. | Clasificación   |
| ---- | --------------- | ---- | -- | - | - | - | -- | -- | ---- | --------------- |
| 1    | Nueva Zelanda   | 15   | 6  | 5 | 0 | 1 | 14 | 5  | +9   | Playoff AFC–OFC |
| 2    | Nueva Caledonia | 8    | 6  | 2 | 2 | 2 | 12 | 10 | +2   |                 |
| 3    | Fiyi            | 7    | 6  | 2 | 1 | 3 | 8  | 11 | −3   |                 |
| 4    | Vanuatu         | 4    | 6  | 1 | 1 | 4 | 5  | 13 | −8   |                 |

 Fuente: 

## Resultados
| 17 de octubre de 2007 | Fiyi | 0:2 (0:1) | Nueva Zelanda             | Churchill Park, Lautoka                                |                                                        |
|                       |      |           | Vicelich 37' · Smeltz 86' | Asistencia: 6000 espectadores Árbitro(s): Jair Marrufo | Asistencia: 6000 espectadores Árbitro(s): Jair Marrufo |

| 17 de noviembre de 2007 | Vanuatu      | 1:2 (1:0) | Nueva Zelanda               | Korman Stadium, Port Vila                           |                                                     |
|                         | Naprapol 32' |           | Smeltz 53' · Mulligan 90+3' | Asistencia: 8000 espectadores Árbitro(s): Job Minan | Asistencia: 8000 espectadores Árbitro(s): Job Minan |

| 17 de noviembre de 2007 | Fiyi                            | 3:3 (2:0) | Nueva Caledonia                        | Govind Park, Ba                                         |                                                         |
|                         | Nawatu 2' · Vakatalesau 27' 86' |           | Gjamaci 66' · Kaudre 83' · M. Hmaé 87' | Asistencia: 1500 espectadores Árbitro(s): Peter O'Leary | Asistencia: 1500 espectadores Árbitro(s): Peter O'Leary |

| 21 de noviembre de 2007 | Nueva Zelanda                            | 4:1 (3:0) | Vanuatu    | Westpac Stadium, Wellington                              |                                                          |
|                         | Mulligan 17' 81' · Smeltz 29' (pen.) 34' |           | Sakama 50' | Asistencia: 2500 espectadores Árbitro(s): Averii Jacques | Asistencia: 2500 espectadores Árbitro(s): Averii Jacques |

| 21 de noviembre de 2007 | Nueva Caledonia                                 | 4:0 (2:0) | Fiyi | Stade Numa-Daly Magenta, Numea                           |                                                          |
|                         | Wajoka 29' (pen.) · M. Hmaé 32' 61' · Mapou 64' |           |      | Asistencia: 1000 espectadores Árbitro(s): Matthew Breeze | Asistencia: 1000 espectadores Árbitro(s): Matthew Breeze |

| 14 de junio de 2008 | Vanuatu    | 1:1 (0:0) | Nueva Caledonia | Korman Stadium, Port Vila                               |                                                         |
|                     | Mermer 77' |           | Djamali 73'     | Asistencia: 4000 espectadores Árbitro(s): Rakesh Varman | Asistencia: 4000 espectadores Árbitro(s): Rakesh Varman |

| 21 de junio de 2008 | Nueva Caledonia                       | 3:0 (1:0) | Vanuatu | Stade Numa-Daly Magenta, Numea                            |                                                           |
|                     | Wajoka 36' · M. Hmaé 60' · Diaike 87' |           |         | Asistencia: 2.700 espectadores Árbitro(s): Michael Hester | Asistencia: 2.700 espectadores Árbitro(s): Michael Hester |

| 6 de septiembre de 2008 | Fiyi                    | 2:0 (1:0) | Vanuatu | Govind Park, Ba                                     |                                                     |
|                         | Kumar 7' · Dunadamu 87' |           |         | Asistencia: 3000 espectadores Árbitro(s): Job Minan | Asistencia: 3000 espectadores Árbitro(s): Job Minan |

| 6 de septiembre de 2008 | Nueva Caledonia | 1:3 (1:1) | Nueva Zelanda                | Stade Numa-Daly Magenta, Numea                          |                                                         |
|                         | M. Hmaé 55'     |           | Sigmund 16' · Smeltz 65' 75' | Asistencia: 2589 espectadores Árbitro(s): Rakesh Varman | Asistencia: 2589 espectadores Árbitro(s): Rakesh Varman |

| 10 de septiembre de 2008 | Vanuatu                  | 2:1 (0:0) | Fiyi           | Korman Stadium, Port Vila                               |                                                         |
|                          | Sakama 59' · Malas 90+2' |           | Dunadamu 90+3' | Asistencia: 1200 espectadores Árbitro(s): Peter O'Leary | Asistencia: 1200 espectadores Árbitro(s): Peter O'Leary |

| 10 de septiembre de 2008 | Nueva Zelanda                 | 3:0 (1:0) | Nueva Caledonia | North Harbour Stadium, Auckland                          |                                                          |
|                          | Smeltz 49' 76' · Christie 69' |           |                 | Asistencia: 8000 espectadores Árbitro(s): Norbert Hauata | Asistencia: 8000 espectadores Árbitro(s): Norbert Hauata |

| 19 de septiembre de 2008 | Nueva Zelanda | 0:2 (0:0) | Fiyi            | Churchill Park, Lautoka                               |                                                       |
|                          |               |           | Krishna 63' 90' | Asistencia: 4500 espectadores Árbitro(s): Lencie Fred | Asistencia: 4500 espectadores Árbitro(s): Lencie Fred |

| Bandera de Nueva Zelanda |
| Campeón Nueva Zelanda    |
| Cuarto título            |

## Goleadores
8 goles
- Shane Smeltz

5 goles
- Michel Hmaé

3 goles
- David Mulligan

2 goles
- Maciu Dunadamu
- Roy Krishna
- Osea Vakatalesau
- Pierre Wajoka
- Francois Sakama

1 gol
- Salesh Kumar
- Valerio Nawatu
- Patrick Diaike
- Ramon Djamali
- Ramon Gjamaci
- Mael Kaudre
- Marius Mapou
- Jeremy Christie
- Ben Sigmund
- Ivan Vicelich
- Derek Malas
- Etienne Mermer
- Jean Nako Naprapol